# 鎌野健
鎌野 健（かまの けん）は、日本の数理科学者・数学者。大阪工業大学ロボティクス＆デザイン工学部ロボット工学科准教授。博士（学術）（早稲田大学）。関西多重ゼータ研究会2023ケアテイカー。
専門は、数理科学・応用数学（統計学、数値解析/数値シミュレーション含む）、ロボット数学（線形代数/ベクトル空間、ロンサム行列、多重ゼータ/ベルヌーイ数等）。

## 略歴
2002年早稲田大学教育学部理学科数学専修卒業。2004年同大学大学院教育学研究科修士課程数学教育専攻修了。2008年同大学大学院教育学研究科博士課程修了、博士（学術）（早稲田大学）。早稲田大学教育・総合科学学術院助手などを経て、2011年大阪工業大学工学部一般教育科講師。2016年同学部准教授。2017年より同大学ロボティクス&デザイン工学部ロボット工学科准教授。
主な所属学会は、日本数学会など。主な著書は、第2版テキスト 応用解析入門（共著、学術図書2019、学術書）。

## 主な研究
- ゼータ関数の積分表示から導かれるベルヌーイ数の関係式[2]
- 新しい積分表示による広いクラスの多重ゼータ値の関係式
- 多重ゼータ値全体がなす有理数体上ベクトル空間の構造に関する研究[3]
- 重みつきロンサム行列とその母関数 - 東京大学との共同研究
- 多重Hurwitzゼータ関数とLerchの公式の拡張 -  京都大学数理解析研究所講究録2007[4]